# 蔡祥 (明朝都指挥佥事)
蔡祥（？—1449年），順天府寶坻縣人，官至金吾右卫都指揮僉事，阵亡于土木堡之变。

## 生平
袭蓟州卫指挥使，因其勇武有谋，转至金吾右卫，曾随军征战甘州，追击阿台汗军至梧桐林，俘虏敌军一将而还，因功升任金吾右卫都指揮僉事。明英宗正统十四年（1449年），阵亡于土木堡之变。

## 家族
祖父蔡完者不花，本为元朝将领同元惠宗同奔漠北，后率部归顺明朝，被封为世袭都指挥佥事。
父蔡貴，都指揮僉事。
妻：金氏，封淑人；马氏，金氏去世后再娶，封淑人。
子蔡英，金吾右卫都指挥佥事。
孙蔡霖，正德三年戊辰科武榜眼，金吾右卫都指挥佥事。
孙蔡需，弘治十八年乙丑科进士，刑部主事。